# Bergenvaarderskamer
De Bergenvaarderskamer was een gildehuis in de gemeente Nieuwer-Amstel van schippers en kooplieden die voeren op Bergen in Noorwegen en voornamelijk stokvis importeerden.  

## Geschiedenis
In de zestiende eeuw werd door de "Bergenvaarders" een stenen onderkomen gebouwd naast een boerderij aan de Amsteldijk op de linker oever van de Amstel in Nieuwer-Amstel aan de Amsteldijk ter hoogte van het huidige huisnummer 67. De Amsteldijk was sinds de middeleeuwen de drukste landweg naar de stad Amsterdam. Achter het onderkomen bevond zich een herberg waar op het terrein achter ook toneel en operavoorstellingen werden gegeven.
Door Rembrandt van Rijn werd een pentekening van het onderkomen gemaakt.
Het onderkomen werd ook gebruikt door het gemeentebestuur van Nieuwer-Amstel. Tot 1787 werd die gemeente bestuurd vanuit het rechthuis in Amstelveen dat echter werd afgebroken in 1787. Het gemeentebestuur ging toen vergaderen in de verspreidt door de gemeente liggende herbergen, waaronder de Bergenvaarderskamer.
Omstreeks 1890 werd de Bergenvaarderskamer afgebroken en op de vrijgekomen plek werd tot 1892 gebouwd aan het raadhuis van Nieuwer-Amstel dat uiteindelijk door de annexatie in 1896 van het noordelijke gedeelte van de gemeente door Amsterdam maar vier jaar door de gemeente werd gebruikt.
In Amstelveen bestaat in de wijk Elsrijk sinds 1924 de Bergenvaarderstraat.

## Deventer
Ook het middeleeuwse Deventer had een gildehuis van Bergenvaarders. De vaart op Bergen en de handel in stokvis waren in de IJsselstad heel belangrijk in de 14e en 15e eeuw. Deventenaren hielden er zelfs de bijnaam "stokvissen" aan over. Sint-Olof was de patroon van het gilde. Sinds 1982 bestaat er de Sociëteit van Bergenvaarders, een soort heemkundekring.